# Podomyrma kitschneri
Podomyrma kitschneri é uma espécie de formiga do gênero Podomyrma, pertencente à subfamília Myrmicinae.